# 창녕중학교 축구부
창녕중학교 축구부는 경상남도 창녕군에 위치한 창녕중학교의 축구부이다. 창녕중학교가 운영하는 축구부로 2009년에 창단하였다.

## 같이 보기
- 창녕중학교